# Yonah
Yonah – jednostka osadnicza w Stanach Zjednoczonych, w stanie Georgia, w hrabstwie White.